# Swedish Swing Society
Swedish Swing Society, SSS, är en ideell dansförening som bildades 1978 som en tävlingsinriktad avknoppning till Lasse Kühlers dansare. Från början dansades enbart bugg, men idag är föreningens målsättning att främja och tillvarata intresset för Lindy hop. SSS håller kurser i Lindy Hop, men även i Stepp och Balboa. Föreningen har egen lokal på Igeldammsgatan 22C i Stockholm. Förutom kurser anordnas där Swing- och elevdanskvällar. SSS har också en framgångsrik tävlingsverksamhet och är medlem i Svenska Danssportförbundet. För närvarande finns det två aktiva showgrupper i föreningen: Savage Rhythm och Shout n' Feel It. 